# Michael Juul Sørensen
Michael Juul Sørensen (født 30. september 1948 i København, død 3. februar 2023 på Bispebjerg Hospital) var en dansk radiovært

## Radio
Fra 1970’erne til 1990’erne var han en populær studievært på DR's P3; først i Hej P3 for yngre lyttere og siden som morgenvært, hvor han blev kendt som nationens vækkeur. Han var sidenhen vært på Giro 413, Hotel Evergreen og Natradio.
I 1997 skiftede Sørensen fra DR til Radio 2, idet han efter oprettelse af Danmarkskanalen opfattede DR som "en pølsefabrik baseret på meningstyranni". Han blev ved Radio 2 til 2001.

## Politik
Fra 1996 til 2006 sad han i Frederiksbergs kommunalbestyrelse for Det konservative Folkeparti. Han sad tillige i bestyrelserne for bl.a. Den Kommunale Højskole og Frøbelseminariet.